# Vardemuseerne
Vardemuseerne (tidigare Museet for Varde by og Omegn) är en museumsorganisation för museer i Varde med omgivning.
Museet är en "selvejende institution", som stiftades 1912 av Cornelius och Elisabeth Stau.
Museet Flugt i Oksbøl fick 2022 priset Årets Byggeri.

## Enskilda museer
- Tirpitz-stillingen
- Pansarmuseet i Oksbøl
- Museum Frello
- Janus Bygningen
- Nymindegab Museum
- Nymindegab Redningsstation
- Hjedding Mejerimuseum
- Blåvandshuk  Egnsmuseum
- Museet Flugt i Oksbøl
- Blåvand Museum
- Blåvand Redningsstation
- Ølgod Museum
- Hodde Skolemuseum

## Bildgalleri

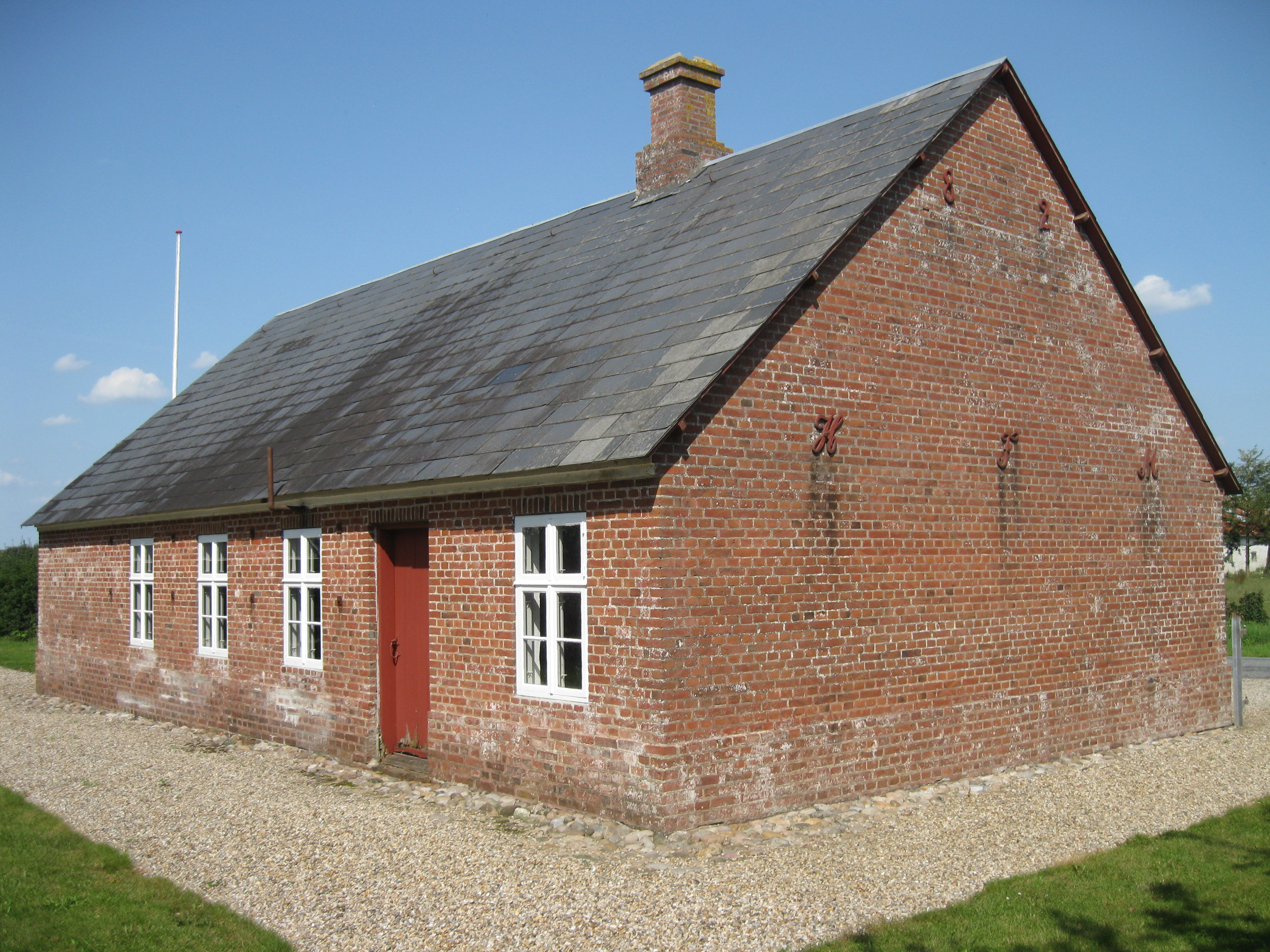
Hjedding Andelsmejeri
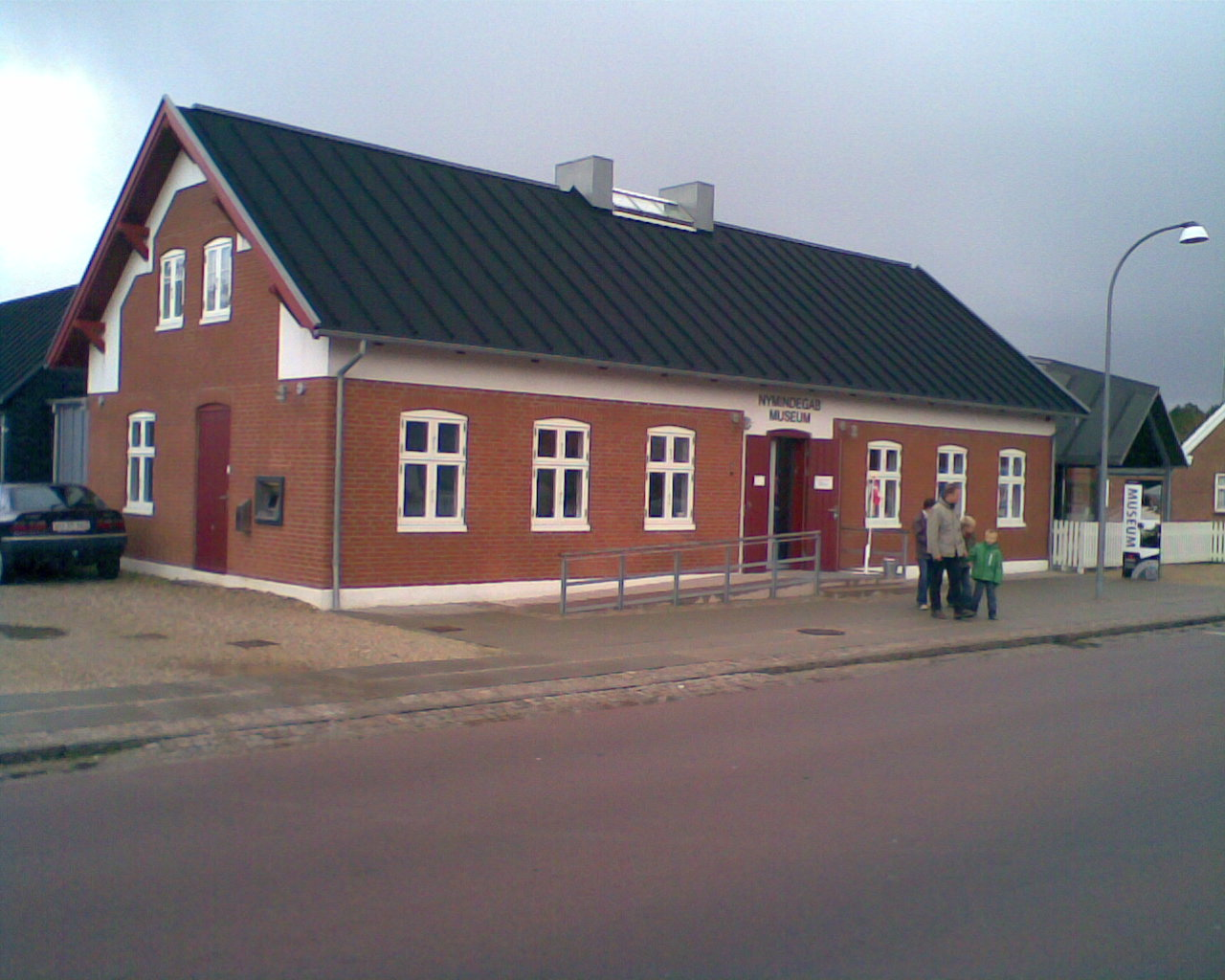
Nymindegab Museum
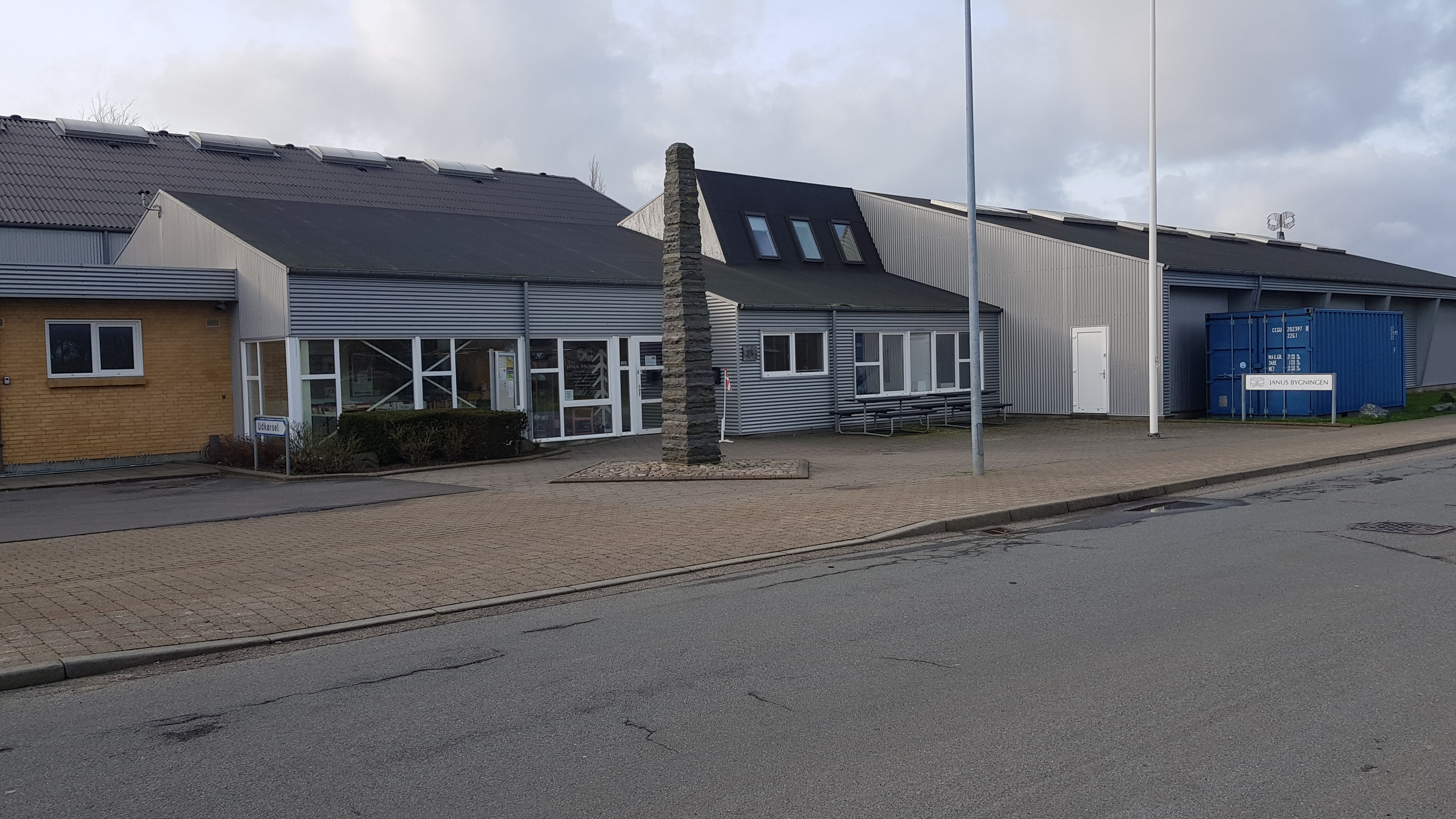
Janus Bygningen
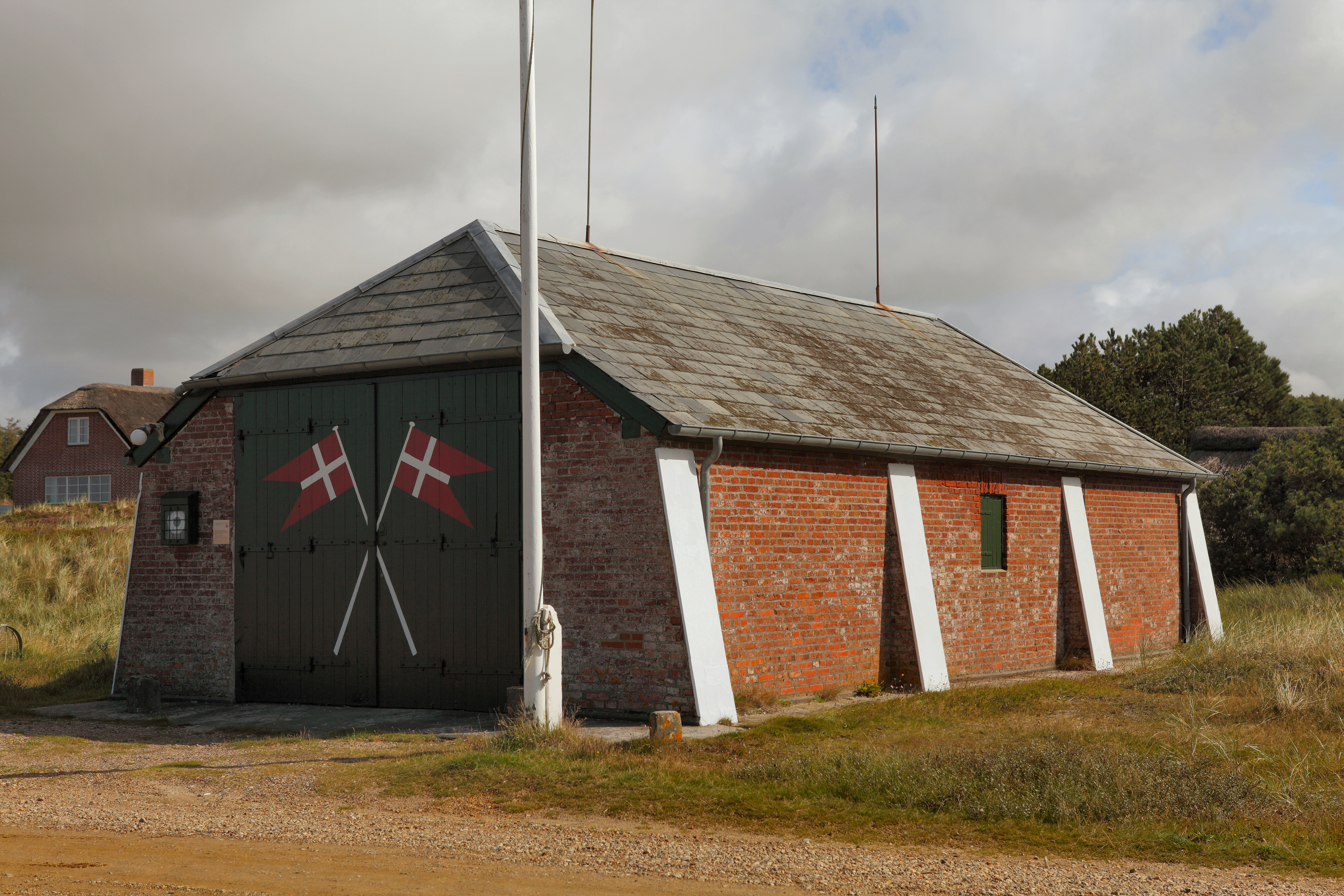
Nymindegab Redningsstation
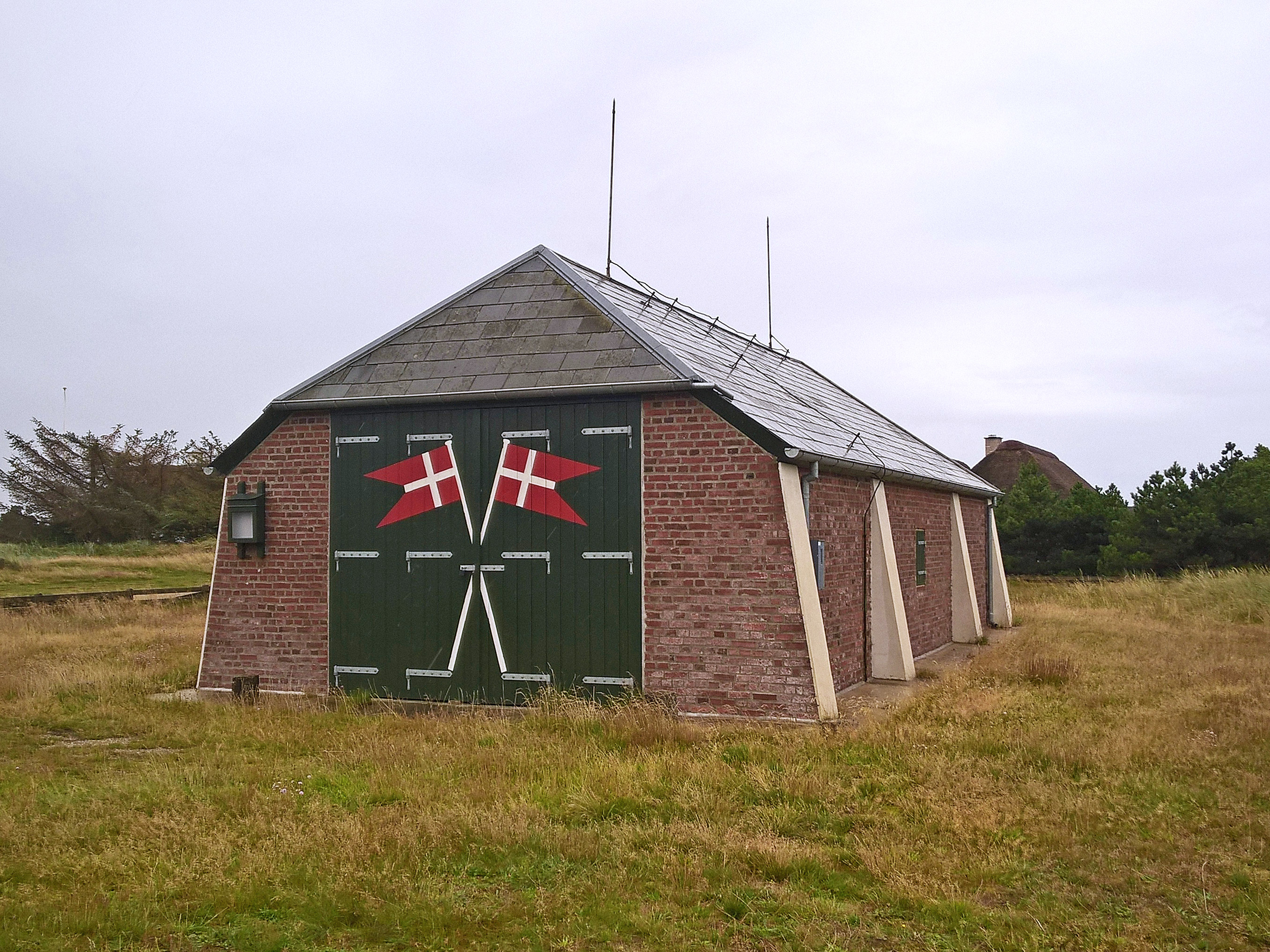
Blåvand Redningsstation